# CD Projekt
A CD Projekt S.A. é uma desenvolvedora e publicadora de jogos eletrônicos polonesa sediada em Varsóvia, Mazóvia. A companhia foi fundada em maio de 1994 por Marcin Iwiński e Michał Kiciński. Iwiński e Kiciński eram varejistas de jogos antes de fundarem a empresa, que inicialmente atuou como distribuidora de jogos estrangeiros para o mercado interno do país. A principal divisão da empresa é o estúdio de desenvolvimento CD Projekt Red, o qual foi formado em 2002 e ganhou notoriedade por desenvolver a série The Witcher. Além disso, a companhia também é dona do GOG.com (originalmente chamado de Good Old Games), um serviço de distribuição digital próprio lançado em 2008.
A empresa começou suas operações traduzindo jogos ocidentais para o polonês, colaborando com a Interplay Entertainment em dois jogos da série Baldur's Gate. Quando a Interplay passou a ter problemas financeiros, um dos projetos da CD Projekt foi cancelado e a companhia optou por usar seu código em seus próprios jogos. Isso eventualmente levou ao lançamento de The Witcher em 2007, baseado nos contos e romances escritos por Andrzej Sapkowski.
Logo após o lançamento de The Witcher, a CD Projekt começou a trabalhar em uma versão do jogo para consoles intitulada The Witcher: Rise of the White Wolf, no entanto eles enfrentaram problemas de produção e aumento de custos o que quase levou a empresa à falência. Posteriormente a empresa lançou as sequências The Witcher 2: Assassins of Kings em 2011 e The Witcher 3: Wild Hunt em 2015, sendo todos muito bem recebidos pelas críticas e público e o último ganhando vários prêmios de Jogo do Ano. O próximo projeto da empresa é Cyberpunk 2077, um jogo de RPG em mundo aberto baseado no RPG de mesa Cyberpunk 2020, para o qual abriram uma subdivisão em Breslávia.
A CD Projekt também distribui jogos eletrônicos através da plataforma GOG.com, estabelecida inicialmente com o intuito de ajudar jogadores a encontrarem jogos antigos. O intuito da plataforma é oferecer títulos livres de direitos digitais (DRM), com o serviço tendo sido expandido para englobar produções independentes e também de grande orçamento. A companhia é contra a gestão de direitos digitais em jogos eletrônicos, também esperando que conteúdos para download gratuitos se tornem um padrão na indústria e considera a manutenção de sua independência como uma das estratégias mais importantes. Em setembro de 2017, ela era a maior empresa de jogos eletrônicos de capital aberto na Polônia, valendo cerca de US$ 2.3 bilhões e, em maio de 2020, havia alcançado uma avaliação de US $ 8.1 bilhões, tornando-se a maior empresa da indústria de jogos na Europa à frente da Ubisoft. E março de 2018 a CD Projekt ingressou no WIG20, um índice das vinte maiores empresas da Bolsa de Valores de Varsóvia.
Em 27 de junho de 2024, a empresa pagou um dividendo de 1 PLN por ação aos investidores. O valor do dividendo foi de 99.910,51 PLN e a taxa de dividendo foi de 0,72%.

## História

### Fundação

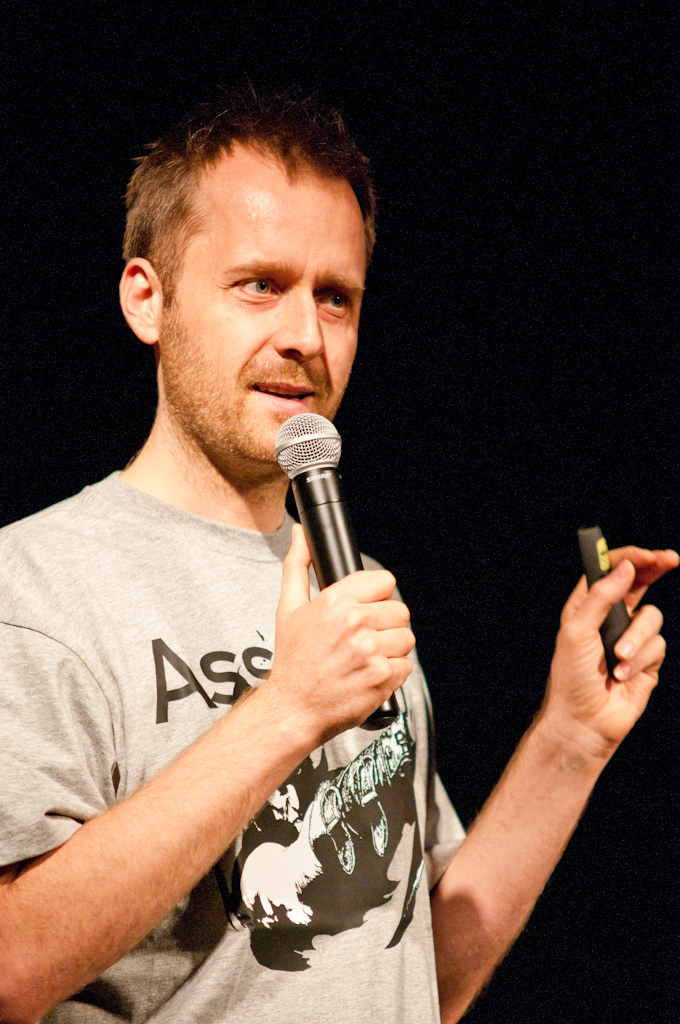
Marcin Iwiński, co-fundador da CD Projekt.

A CD Projekt foi fundada em 1994 por Marcin Iwiński e Michal Kicińsk. De acordo com o primeiro, apesar de gostar de jogar jogos eletrônicos quando criança, eles eram escassos na Polônia (que na época estava sob a esfera de influência da União Soviética). Não existia nenhuma lei de direito autoral no país e Iwiński vendia cópias piratas de jogos ocidentais em um mercado de Varsóvia enquanto ainda estava no colegial. Ele conheceu Kiciński no ensino médio e este tornou-se seu parceiro de negócios; Kiciński também vendia jogos na época.
Os dois queriam realizar negócios legalmente e começaram a importar jogos de revendedoras dos Estados Unidos, tendo sido os primeiros a importar títulos no formato CD-ROM. Iwiński e Kicińsk fundaram sua própria companhia no início da década de 1990, após o fim da União Soviética e o início da transição para uma economia de mercado. Eles fundaram a CD Project no segundo semestre de 1994, possuindo inicialmente em caixa apenas dois mil dólares e usando o apartamento de um amigo como escritório.

### Localizações
O maior desafio da CD Projekt ao ser fundada era superar a pirataria dos jogos eletrônicos. A empresa foi uma das pioneiras na Polônia a localizar jogos para seu mercado; de acordo com Iwiński, a maioria de seus produtos eram vendidos em "lojas de mãe e pai". A empresa começou localizações parciais em 1996 para desenvolvedoras como Seven Stars e Leryx-LongSoft, entrando em localizações totais no ano seguinte. Eles entraram em contato com a BioWare e Interplay Entertainment para a localização de Baldur's Gate. A CD Projekt esperava que o título ficasse popular no país e que nenhuma revendedora nacional seria capaz de traduzir o texto original em inglês para o polonês. A companhia adicionou itens especiais nas embalagens do jogo e contratou atores poloneses conhecidos para dublar os personagens com o objetivo de aumentar a popularidade. Seus esforços foram bem sucedidos e Baldur's Gate vendeu dezoito mil unidades no dia de seu lançamento (mais do que a média de vendas de qualquer outro jogo na Polônia na época).
A empresa continuou a trabalhar com a Interplay depois do lançamento de Baldur's Gate, colaborando em uma conversão para Microsoft Windows da sequência Baldur's Gate: Dark Alliance. Para este desenvolvimento, a CD Projekt contratou Sebastian Zieliński e Adam Badowski, que tornou-se o chefe da divisão de desenvolvimento de jogos eletrônicos a CD Projekt RED. A Interplay passou por problemas financeiros seis meses após o início do desenvolvimento e cancelou a conversão para PC. A CD Projekt continuou a trabalhar em localizações de outros títulos após o cancelamento de Dark Alliance, inclusive recebendo prêmios em 2003 e 2004.

### CD Projekt Red
O entusiasmo de Iwiński e Kicińsk para a distribuição de jogos estava diminuindo e eles se perguntaram depois de Dark Alliance se a companhia deveria continuar como distribuidora ou desenvolvedora. Com o título cancelado e o código sendo propriedade da CD Projekt, a empresa planejou usá-lo para desenvolver seu primeiro jogo eletrônico original. Eles tinham a intenção de desenvolver um jogo baseado nos livros Wiedźmin escritos por Andrzej Sapkowski, que eram muito populares na Polônia, com o autor aceitando a proposta da empresa. Os direitos da franquia tinham sido vendidos para um estúdio polonês de jogos móveis, porém eles não haviam trabalhado em nada relacionado ao título e a CD Projekt conseguiu adquirir os direitos. De acordo com Iwiński, na época ele e Kicińsk não tinham ideia de como desenvolver um jogo eletrônico.

Após duas semanas de encontros nós recebemos dois e-mails dizendo, de forma britânica muito agradável, "Não é muito bom". Então basicamente: "Meninos, vão para casa". Ficamos despedaçados. Estávamos tipo "Ah meu Deus, somos péssimos".

— Marcin Iwiński sobre a rejeição do demo de The Witcher
A companhia formou em 2002 em Łódź um estúdio desenvolvedor de jogos chamado CD Projekt RED, chefiado por Zieliński. O estúdio produziu uma demonstração de jogo, que Badowski chamou em retrospecto de "uma merda". O demo era um RPG eletrônico visto de uma perspectiva de cima, similar a Dark Alliance e Diablo, empregando o mesmo motor de jogo que Zieliński havia utilizado em um jogo anterior seu. Iwiński e Kiciński apresentaram o demo para diversas publicadoras, sem nenhum sucesso. O escritório de Łódź acabou fechado e todos os funcionários, exceto Zieliński, foram transferidos para Varsóvia.
Zieliński acabou deixando a companhia e Kiciński passou a chefiar o projeto. O demo foi abandonado, porém o desenvolvimento do jogo continuou. De acordo com a CD Projekt, a equipe tinha diferentes ideias para o produto e lhes faltava direcionamento; como resultado, ele foi voltou ao planejamento em 2003. A equipe não estava familiarizada com o desenvolvimento de jogos eletrônicos e passou quase dois anos organizando a produção. Eles receberam ajuda da BioWare, que auxiliou na divulgação na Electronic Entertainment Expo de 2004 ao oferecer um espaço a CD Projekt em seu estande ao lado de Jade Empire. A BioWare também licenciou seu motor de jogo Aurora para ser usado no projeto.

O antigo logotipo da CD Projekt RED.

O orçamento superou o esperado e a equipe original composta por quinze pessoas precisou ser expandida para cem, ao custo de vinte milhões de złote. Iwiński afirmou que conteúdos foram retirados do jogo por questões orçamentárias, porém as personalidades dos personagens foram mantidas; entretanto, houve dificuldades em traduzir o texto polonês para o inglês. A Atari acabou concordando em publicar o título mundialmente. O jogo passou ao todo cinco anos em desenvolvimento e, já que ele levaria a série Wiedźmin para o público internacional, a CD Projekt escolheu o nome em inglês The Witcher. Ele foi lançado em outubro de 2007 e recebeu críticas favoráveis.
As vendas foram satisfatórias e o desenvolvimento de sequências começou quase imediatamente. A equipe iniciou os trabalhos de projeto de The Witcher 2, novamente utilizando Aurora, e experimentou com consoles a fim de desenvolver um novo motor para The Witcher 3. Os desenvolvimentos foram paralisados quando a empresa passou a trabalhar em The Witcher: Rise of the White Wolf, uma versão para consoles do jogo original. O título acabou entrando em um limbo apesar da colaboração com o estúdio francês Widescreen Games. Os franceses pediram mais funcionários, dinheiro e tempo para produção, reclamando também que não estavam sendo pagos; Iwiński afirmou que a CD Projekt pagou à Widescreen mais do que pagava aos seus próprios funcionários. A equipe cancelou o projeto e suspendeu o desenvolvimento. A Atari ficou insatisfeita e exigiu que a CD Projekt pagasse pelo financiamento do desenvolvimento para consoles, com Iwiński concordando que a empresa ficaria como publicadora para o lançamento norte-americano da sequência. Em 2008, a CD Projekt adquiriu a desenvolvedora polonesa Metropolis Software.
A disputa sobre Rise of the White Solf foi custosa e a empresa enfrentou a falência, com a crise financeira de 2007–08 sendo um fator contribuidor. A equipe decidiu se focar em The Witcher 2 com o motor do terceiro jogo a fim de manterem-se na ativa. Este motor, chamado de REDengine, foi finalizado e também permitiu que o título fosse convertido para consoles. A CD Projekt suspendeu o desenvolvimento do jogo de tiro em terceira pessoa They da Metropolis para desenvolver The Witcher 2. Após três anos e meio de produção, The Witcher 2: Assassins of Kings foi lançado em maio de 2011 e recebeu críticas muito favoráveis, vendendo mais de 1,7 milhões de cópias.
Em seguida, a CD Projekt queria desenvolver um jogo de mundo aberto de qualidade similar aos dois títulos anteriores, também desejando adicionar vários elementos para evitar críticas de que era apenas um The Witcher 2.5. A empresa queria realizar um salto na qualidade dos gráficos ao lançá-lo apenas para PC e os consoles da oitava geração. Isso iniciou um debate dentro da equipe, com alguns também querendo lançar o jogo para as plataformas da sétima geração a fim de maximizarem os lucros. A primeira opção de lançamento foi escolhida e o jogo passou três anos e meio em produção ao custo de 81 milhões de dólares. The Witcher 3: Wild Hunt foi lançado em maio de 2015 após vários atrasos, sendo aclamado pela crítica. Ele também foi um grande sucesso comercial, vendendo seis milhões de unidades durante suas primeiras seis semanas e dando à CD Projekt um lucro de 62,5 milhões de dólares no primeiro semestre do ano. A equipe também lançou dezesseis conteúdos extras para download e dois pacotes de expansão de história, Heart of Stone e Blood and Wine. Além disso, CD Projekt lançou três outros títulos no universo The Witcher: The Witcher Adventure Game em 2014, um jogo de tabuleiro para PC, iOS e Android; The Witcher Battle Arena em 2015, um jogo de batalha multijogador em arena para celulares; e Gwent: The Witcher Card Game, um spin-off do minijogo Gwent presente em Wild Hunt.
A CD Projekt RED venceu em dezembro de 2015 o prêmio de "Desenvolvedora do Ano" no The Game Awards de 2015. A companhia anunciou em março de 2016 que, além de Cyberpunk 2077, ela também está desenvolvendo um outro RPG eletrônico que tem previsão de lançamento para algum momento entre 2017 e 2021. Eles também planejam expandir a empresa em mais escritórios pela Polônia, que ajudariam no desenvolvimento dos jogos principais e poderiam desenvolver projetos por conta própria.

### Distribuição
A CD Projekt também é uma distribuidora de jogos, com sua plataforma de distribuição digital focada no mercado polonês tendo sido renomeada em 2012 para cdp.pl. O serviço fornecesse assistência técnica e foi expandida para também incluir filmes, livros eletrônicos e histórias em quadrinhos. A cdp.pl separou-se da CD Projekt em 2014, apesar desta ainda manter uma parcela controladora. A CD Projekt reduziu sua parte para 8,29% já que a companhia queria entrar no mercado internacional ao invés de permanecer apenas na Polônia. As empresas mesmo assim cooperam para a distribuição de jogos.

Logotipo da GOG.com.

A CD Projekt lançou em 2008 a Good Old Games, renomeada como GOG.com em 2012, um serviço de distribuição digital com uma estratégia de gestão de direitos digitais livre. Ela tem a intenção de ajudar jogadores a encontrarem "bons jogos antigos", preservando-os. Para isso a equipe necessita desemaranhar questões de licença para desenvolvedoras extintas ou negociar com publicadoras pelos direitos de distribuição. Eles também precisam utilizar versões de varejo e cópias de segunda-mão a fim de recuperar códigos antigos para convertê-los às plataformas modernas. A CD Projekt também fez parcerias com desenvolvedoras pequenas e grandes publicadoras, como Eletronic Arts, Activision e Ubisoft, com o objetivo de ampliar o portfólio do serviço com títulos independentes e de grande orçamento. Apesar das suspeitas de que era um "projeto condenado", de acordo com o diretor administrativo Guillaume Rambourg, ele foi expandido desde sua estreia. As rendas da GOG.com, conhecida internamente como CD Projekt BLUE, revertem-se para a CD Projket RED.

### Futuro
A CD Projekt desenvolveu três jogos The Witcher e com Wild Hunt decidiu que este seria o último da série. O próximo projeto é Cyberpunk 2077, um jogo de mundo aberto baseado no RPG de mesa Cyberpunk 2020 criado por Mike Pondsmith. Ele foi apresentado pela primeira vez em 2012 e possui uma equipe de desenvolvimento internacional, sendo descrito pela própria empresa como "muito maior" que Wild Hunt. A CD Projekt tem um escritório em Cracóvia, que já ajudou no desenvolvimento dos jogos anteriores, e espera-se que ele comece a desenvolver seus próprios títulos no futuro.

## Jogos desenvolvidos
| Ano  | Título                                     | Plataformas                                     | Notas                                         |
| ---- | ------------------------------------------ | ----------------------------------------------- | --------------------------------------------- |
| 2007 | The Witcher                                | Windows PC                                      |                                               |
| 2011 | The Witcher 2: Assassins of Kings          | Xbox 360, Windows PC                            |                                               |
| 2014 | The Witcher Adventure Game                 | Microsoft Windows, OS X, iOS, Android           | Co-desenvolvido com a Fantasy Flight Games    |
| 2015 | The Witcher Battle Arena                   | iOS, Android                                    | Co-desenvolvido com a Fuero Games             |
| 2015 | The Witcher 3: Wild Hunt                   | Xbox One, Xbox One X, Windows 10, PlayStation 4 |                                               |
| 2015 | The Witcher 3: Wild Hunt – Hearts of Stone | Xbox One, Xbox One X, Windows 10, PlayStation 4 | Expansão de The Witcher 3                     |
| 2016 | The Witcher 3: Wild Hunt – Blood and Wine  | Xbox One, Xbox One X, Windows 10, PlayStation 4 | Expansão de The Witcher 3                     |
| 2018 | Gwent: The Witcher Card Game               | Xbox One, Xbox One X, Windows 10, PlayStation 4 | Spin-off de um minijogo de The Witcher 3      |
| 2018 | Thronebreaker: The Witcher Tales           | Xbox One, Xbox One X, Windows 10, PlayStation 4 | Lançamento autônomo do modo história de Gwent |
| 2020 | Cyberpunk 2077                             | Xbox One, Xbox One X, Windows 10, PlayStation 4 |                                               |

## Filosofia da empresa
"O momento em que começarmos a ficar conservadores [e] pararmos de assumir riscos criativos e riscos de negócios, e pararmos de ser fiéis ao que estamos fazendo, será quando deveremos nos preocupar. E eu não estou preocupado. Nossos valores e cuidado pelo que fazemos e – espero que os jogadores concordem com isso – cuidado pelos jogadores é o que motiva esta companhia adiante. É meu terror pessoal tornarmos um colosso sem rosto de desenvolvedora de jogos ou publicadora ou tudo mais. Enquanto eu estiver aqui estaremos lutando para que isso não aconteça."

— Marcin Iwiński sobre manter a independência da CD Projekt
Ao desenvolver um título, a CD Projekt decide sempre se focar em alguns aspectos e avaliar o valor dos outros elementos. Ela espera que essa abordagem ajude a manter a qualidade de seus títulos. A empresa é focada no desenvolvimento de RPG eletrônicos, com a equipe trabalhando em franquias estabelecidas com fãs e apresentando outras franquias menos conhecidas para um público maior. Ao desenvolver um título de mundo aberto, os desenvolvedores priorizam o projeto das missões sobre o tamanho do mundo por acreditarem que os jogadores ficam encorajados ao terem escolhas e mergulham mais dentro do jogo. A CD Projekt também tem a intenção de seguir o modelo da Rockstar Games, em que a companhia trabalha em um único projeto com uma grande equipe, evitando vários jogos sendo produzidos ao mesmo tempo.
A equipe faz dos jogadores sua prioridade; de acordo com Iwiński, o apoio dos jogadores "motiva" a empresa (que se considera como "rebelde"). A equipe se foca em estratégias criativas sobre estratégias de negócios. A CD Projekt RED é contra a inclusão de tecnologias de gestão de direitos digitais em jogos eletrônicos e softwares. A companhia acredita que isso é uma prática ineficiente para impedir a pirataria, baseando-se nos dados de vendas de Assassins of Kings. A empresa descobriu que seu lançamento inicial (que utilizou tecnologias de gestão de direitos) foi pirateado mais de 4,5 milhões de vezes, enquanto seu relançamento livre foi pirateado bem menos. Por conta disso, Wild Hunt foi lançado diretamente sem nenhuma tecnologia de gestão de direitos digitais. A CD Projekt também acredita que conteúdos para download gratuitos deveriam ser padrão, lançando dezesseis DLCs gratuitos para Wild Hunt como exemplo para outras empresas da indústria.